# Espaço de Wiener

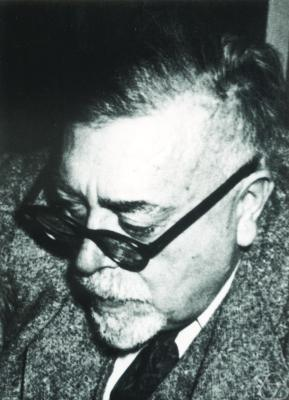
Norbert Wiener

Em matemática, o espaço de Wiener clássico é a compilação de todas as funções contínuas em um dado domínio (geralmente um subintervalo da reta real), assumindo valores em um espaço métrico (geralmente um espaço euclidiano de {\displaystyle n} dimensões). O espaço de Wiener clássico é útil no estudo de processos estocásticos cujos caminhos amostrais forem funções contínuas. Tem este nome graças ao matemático norte-americano Norbert Wiener.

## Definição
Considere {\displaystyle E\subseteq R^{n}} e um espaço métrico {\displaystyle (M,d)}. O espaço de Wiener clássico {\displaystyle C(E;M)} é o espaço de todas as funções contínuas {\displaystyle f:E\rightarrow M} para todo {\displaystyle t} fixado em {\displaystyle E},
{\displaystyle d(f(s),f(t))\to 0} as {\displaystyle |s-t|\to 0.}
Em quase todas as aplicações, toma-se {\displaystyle E=[0,T]} ou {\displaystyle [0,+\infty )} e {\displaystyle M=R^{n}} para algum {\displaystyle n} em {\displaystyle N}. Por brevidade, escreve-se {\displaystyle C} para {\displaystyle C([0,T];R^{n})}; este é um espaço vetorial. Escreve-se {\displaystyle C_{0}} para o subespaço linear que consiste apenas daquelas funções que tomam valor {\displaystyle 0} no ínfimo do conjunto {\displaystyle E}. Muitos autores se referem a {\displaystyle C_{0}} como "espaço de Wiener clássico".

## Propriedades do espaço de Wiener clássico

### Topologia uniforme
O espaço vetorial {\displaystyle C} pode ser equipado com a norma uniforme
{\displaystyle \|f\|:=\sup _{t\in [0,T]}|f(t)|}
tornando-o um espaço vetorial normalizado (português brasileiro) ou normado (português europeu) (na verdade, um espaço de Banach). Esta norma induz uma métrica em {\displaystyle C} no sentido comum: {\displaystyle d(f,g):=\|f-g\|}. A topologia gerada pelos conjuntos abertos nesta métrica é a topologia de convergência uniforme em {\displaystyle [0,T]} ou topologia uniforme.
Considerando o domínio {\displaystyle [0,T]} como "tempo" e o intervalo {\displaystyle R^{n}} como "espaço", uma visão intuitiva da topologia uniforme é que as duas funções estão "próximas" se pudermos "movimentar um pouco o espaço" e fazermos o gráfico de {\displaystyle f} permanecer em cima do gráfico de {\displaystyle g}, enquanto deixamos o tempo fixo. Isto contrasta com a topologia de Skorokhod, que nos permite "movimentar" tanto espaço, como tempo.

### Separabilidade e completude
No que se refere à métrica uniforme, {\displaystyle C} é um espaço tanto separável, quanto completo:
- a separabilidade é uma consequência do teorema de Stone-Weierstrass;
- a completude é uma consequência do fato de que o limite uniforme de uma sequência de funções contínuas é contínuo.

Por ser tanto separável, como completo, {\displaystyle C} é um espaço polonês.

### Tightnessno espaço de Wiener clássico
Lembre que o módulo de continuidade para um função {\displaystyle f:[0,T]\rightarrow R^{n}} é definido por
{\displaystyle \omega _{f}(\delta ):=\sup \left\{|f(s)-f(t)|\left|s,t\in [0,T],|s-t|\leq \delta \right.\right\}.}
Esta definição faz sentido mesmo se {\displaystyle f} não for contínua e pode-se mostrar que {\displaystyle f} é contínua se e somente se seu módulo de continuidade tender a zero conforme {\displaystyle \delta \rightarrow 0}:
{\displaystyle f\in C\iff \omega _{f}(\delta )\to 0} conforme {\displaystyle \delta \rightarrow 0}.
Por uma aplicação do teorema de Arzelà-Ascoli, pode-se mostrar que uma sequência {\displaystyle (\mu _{n})_{n=1}^{\infty }} de medidas de probabilidade em um espaço de Wiener clássico {\displaystyle C} é tight se e somente se ambas as condições seguintes forem atendidas:
{\displaystyle \lim _{a\to \infty }\limsup _{n\to \infty }\mu _{n}\{f\in C||f(0)|\geq a\}=0} e
{\displaystyle \lim _{\delta \to 0}\limsup _{n\to \infty }\mu _{n}\{f\in C|\omega _{f}(\delta )\geq \varepsilon \}=0} para todo {\displaystyle \varepsilon >0}.

### Medida de Wiener clássica
Há uma medida "padrão" em {\displaystyle C_{0}}, conhecida como medida de Wiener clássica (ou simplesmente medida de Wiener). A medida de Wiener tem (pelo menos) duas caracterizações equivalentes:
Se o movimento browniano for definido como sendo um processo estocástico com propriedade de Markov {\displaystyle B:[0,T]\times \Omega \rightarrow R^{n}}, começando na origem, com caminhos quase certamente contínuos e incrementos independentes
{\displaystyle B_{t}-B_{s}\sim \mathrm {Normal} \left(0,|t-s|\right),}
então a medida de Wiener clássica {\displaystyle \gamma } é a lei do processo {\displaystyle B}.
Alternativamente, pode-se usar a construção do espaço de Wiener abstrato, em que a medida de Wiener clássica {\displaystyle \gamma } é a radonificação da medida gaussiana canônica de conjunto cilíndrico no espaço de Hilbert e de Cameron-Martin correspondente a {\displaystyle C_{0}}.
A medida de Wiener clássica é uma medida gaussiana: em particular, é uma medida de probabilidade estritamente positiva.
Dada a medida clássica de Wiener {\displaystyle \gamma } em {\displaystyle C_{0}}, a medida produto {\displaystyle \gamma ^{n}\times \gamma } é uma medida de probabilidade em {\displaystyle C}, em que {\displaystyle \gamma ^{n}} denota a medida gaussiana padrão em {\displaystyle R^{n}}.